# Bogserbåten Viktor

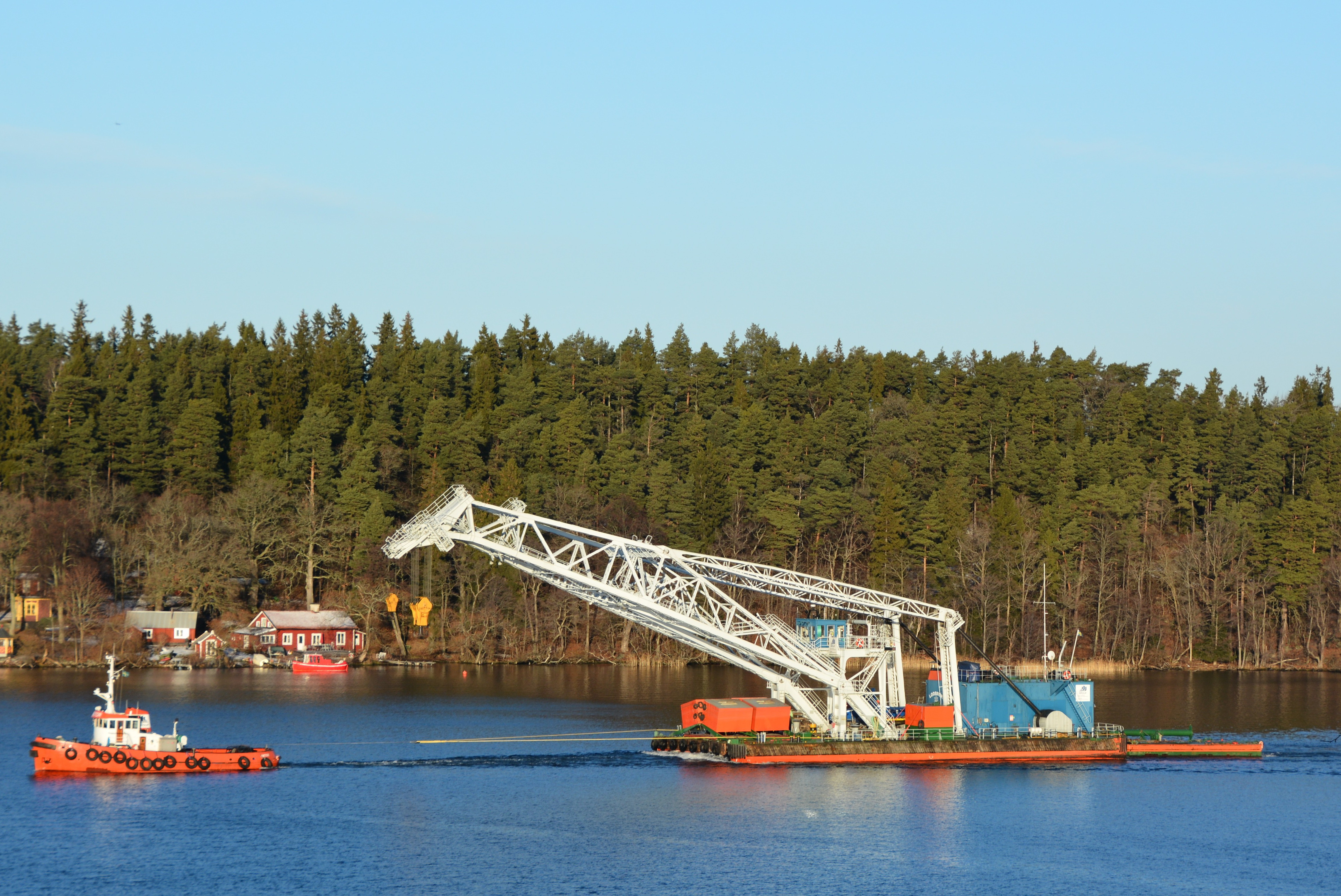
Lodbrok bogseras av Viktor i Mälaren

Bogserbåten Viktor är en svensk bogserbåt, byggd 1966 på Furusunds Slip på Högmarsö för Kran & Bogser AB i Stockholm. Den följde med en företagsförsäljning till Göteborgs Bogserings & Bärgnings AB, senare omdöpt till Röda bolaget, med tjänstgöring i Stockholm.
Hon såldes i samband med Broströms rekonstruktion 1984 till Yxpila Hinaus-Bogserings Oy  i Karleby i Finland. År 1987 köptes hon av Andersson & Co i Lilla Edet. Röda bolaget köpte henne en andra gång på 1990-talet, varefter hon med Svitzers köp av Röda bolaget 1999 övergick till Svitzer.
Hon ägs sedan mars 2016 av Marine Solutions AB i Piteå.